# Czakalaka rdzawa
Czakalaka rdzawa, czakalaka zmienna (Ortalis motmot) – gatunek dużego ptaka z rodziny czubaczy (Cracidae), zamieszkujący północną część Ameryki Południowej. Głośny, zwykle spotykany w stadach, w koronach drzew lub na polankach. Nie jest zagrożony wyginięciem.

## Systematyka
Obecnie gatunek ten uznawany jest za monotypowy. Wcześniej za jego podgatunek uznawano czakalakę małą (O. ruficeps) występującą w północno-środkowej Brazylii – na południe od Amazonki. Podział taksonu na dwa odrębne gatunki został ostatecznie zaakceptowany przez South American Classification Committee (SACC) na podstawie wyników badań Tomotani, Silveiry i Pacheco opublikowanych w 2020 roku. O ich odrębności świadczyć mają: różnice w ubarwieniu ogona, rozmiarze i masie ciała (czakalaka mała jest wyraźnie mniejsza i lżejsza), wokalizacji, fakt, że ich zasięgi występowania nie zachodzą na siebie, a także brak stwierdzonej hybrydyzacji między tymi taksonami. Na wykorzystywanej przez IUCN liście ptaków świata opracowywanej we współpracy BirdLife International z autorami Handbook of the Birds of the World (5. wersja online: grudzień 2020) czakalaka mała nadal traktowana jest jako podgatunek czakalaki rdzawej. Dawniej za podgatunki czakalaki rdzawej uznawano także czakalakę kreskowaną (O. guttata) i jasnobrewą (O. superciliaris).

## Zasięg występowania
Czakalaka rdzawa występuje w południowej Wenezueli, Gujanie, Surinamie, Gujanie Francuskiej oraz północnej Brazylii – na północ od Amazonki.

## Morfologia
Długość ciała około 53 cm. Brak dymorfizmu płciowego w ubarwieniu, ale samce są większe od samic. Długi ogon i zmienne ubarwienie. Wierzch najczęściej brązowy, spód jaśniejszy, z plamkowaną piersią. Ogon ciemnobrązowy z kasztanowatymi skrajnymi sterówkami. Głowa oraz szyja brązowe lub szarawe, zależnie od podgatunku. Naga skóra na gardle czerwona, wokół oczu szara.

## Środowisko
Występuje głównie na nizinach, na obrzeżach lasów i na terenach zadrzewionych.

## Status
Międzynarodowa Unia Ochrony Przyrody (IUCN) uznaje czakalakę rdzawą za gatunek najmniejszej troski (LC – Least Concern) nieprzerwanie od 1988 roku; jak wyżej wspomniano, nadal jednak traktuje czakalakę małą jako jej podgatunek. Liczebność populacji nie została oszacowana, ale ptak ten opisywany jest jako rzadki (uncommon). BirdLife International uznaje trend liczebności populacji za spadkowy ze względu na postępujące wylesianie Amazonii i polowania.